# Greydon Square
Eddie Collins (28 de septiembre de 1981) , conocido como Greydon Square, su nombre artístico, es un cantante de hip hop estadounidense. Collins es un veterano de la guerra de Irak y ateo que promueve la discusión de temas teológicos.

## Biografía
Collins creció en Compton, California, donde fue criado como huérfano y más tarde se vería inmerso en el mundo de las bandas. En mayo de 2001 se alista en el Ejército de los Estados Unidos. Sirvió en la guerra de Irak en marzo de 2004. Después de volver de Irak, Collins comienza a asistir a la universidad en Phoenix, Arizona como estudiante de física. Fue por ese entonces cuando comenzó a cuestionarse sus anteriores creencias religiosas y se convirtió en ateo, subiendo vídeos a YouTube ,se hizo miembro del Rational Response Squad y del movimiento prodemocracia Grand Unified Theory. Apareció en el programa de televisión Nigthline en relación con el Desafío de blasfemia(Blasphemy Challenge) del Rational Response Squad, y su música atrajo fanes como Penn Jillette y Richard Dawkins.

## Carrera musical
Collins empezó a usar el nombre artístico Greydon Square desde 2001. Entre sus influencias se encuentran Phil Collins, DJ Quik, Dr. Dre, Quincy Jones, Stanley Clarke, Cedric Williams, y los Bee Gees. Su primer álbum, Absolute, salió en 2004 y ya no está disponible. Su segundo álbum, The Compton Effect, salió en 2007 después de mucho retraso. Después de que se interesaran varias discográficas independientes y una de las grandes, Collins creó su propia compañía para distribuir su música.

## Discografía
- Absolute (2004)
- The Compton Effect (2007)
- The C.P.T. Theorem (2008)
- Earl (2009)